# 歐洲水蛙
歐洲水蛙（學名：Pelophylax kl. esculentus）是一種常見的歐洲蛙類。此種蛙類常被人做為食材，如法國菜青蛙腿就是主要使用以此物種。此類蛙種的成蛙雌性身長在5至9公分，雄性則在6至11公分。

## 分布
歐洲水蛙主要棲息於歐洲，原產於法國北部、俄羅斯西部、愛沙尼亞、丹麥、保加利亞，及義大利北部。後被引入西班牙及英國。其自然分布與萊桑池蛙幾乎相同。

## 雜合發育
主條目：歐洲水蛙的雜合發育
歐洲水蛙是池蛙（Pelophylax lessonae）和沼蛙（Pelophylax ridibundus）雜合發育而成。它透過雜交繁殖（hemiclonally）.，意指雜交物種在配子生成階段，會排除父系或母系其中一方的基因型，因此生成的配子基因組並沒有經過遺傳重組，所有基因皆來自於單一物種。
雜交繁殖意味着在形成配子的過程中，雜種（RL基因型）是排除一个親本基因组（L或R），并產生具有其他親本物种（R或L）的未组合基因组的配子，而不是含有混合重组的亲本基因组。
混合種群通常通過与同源親本物種（P.sononae（LL）或P. ridibundus（RR））交配（回交）繁殖，提供第二個丢棄的親本基因组（分别为L或R）地方。因此，雜交是繁殖的無性繁殖模式;將一半的基因组直接複製，並未组合（完整）的傳接到下一代。

例如：在最普遍的所谓的L-E系统中，歐洲水蛙（Pelophylax kl. esculentus）（RE）產生沼蛙（P. ridibundus）（R）的配子，與共存的池蛙Pelophylax lessonae（L配子）配對 - 見下文中間。

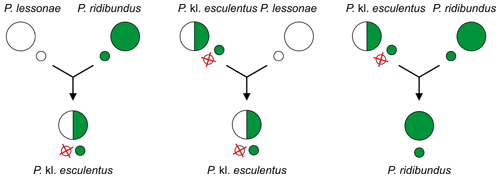
池蛙、沼蛙和他們的混合歐洲水蛙之間的例子。第一個是產生混合動力的主要雜交；第二種是最廣泛的雜交發生類型。

因为這種雜種需要有另外一个分類群作为一個有性繁殖的主體，通常是父母種之一，而且它是遺傳竊賊（klepton）的實驗的產物。因此增加了“kl”（为克莱顿）在物種的名稱。
還有已知全部雜交種群中，二倍體雜種（LR）與三倍體（LLR或LRR）雜種共存，分別提供L或R基因組。在這種情況下，二倍體雜種（LR）不僅產生單倍體R或L配子，還重新產生三倍體所需的二倍體配子（RL）。

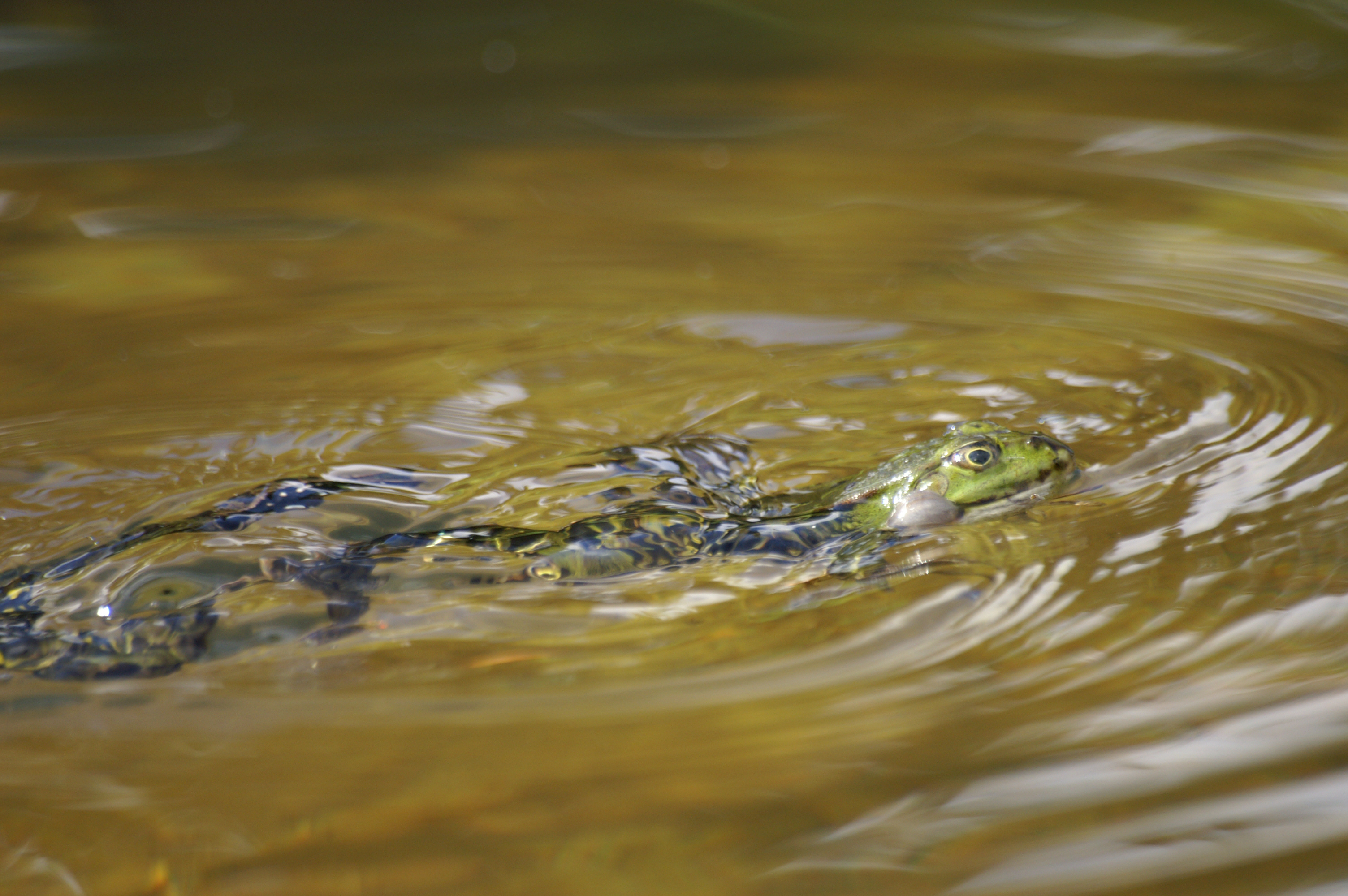
在水中游泳的青蛙
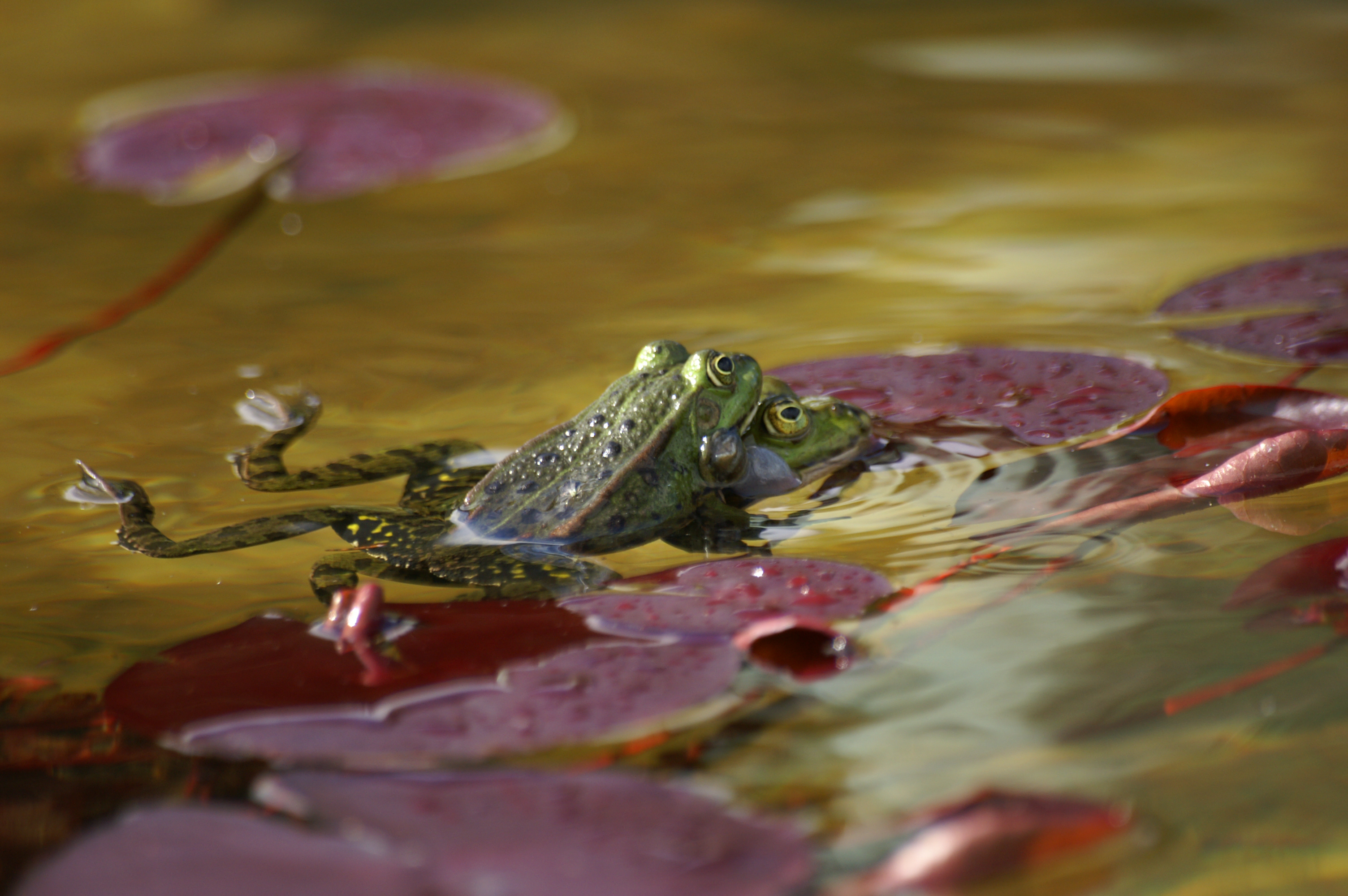
兩隻雄蛙的假性交配
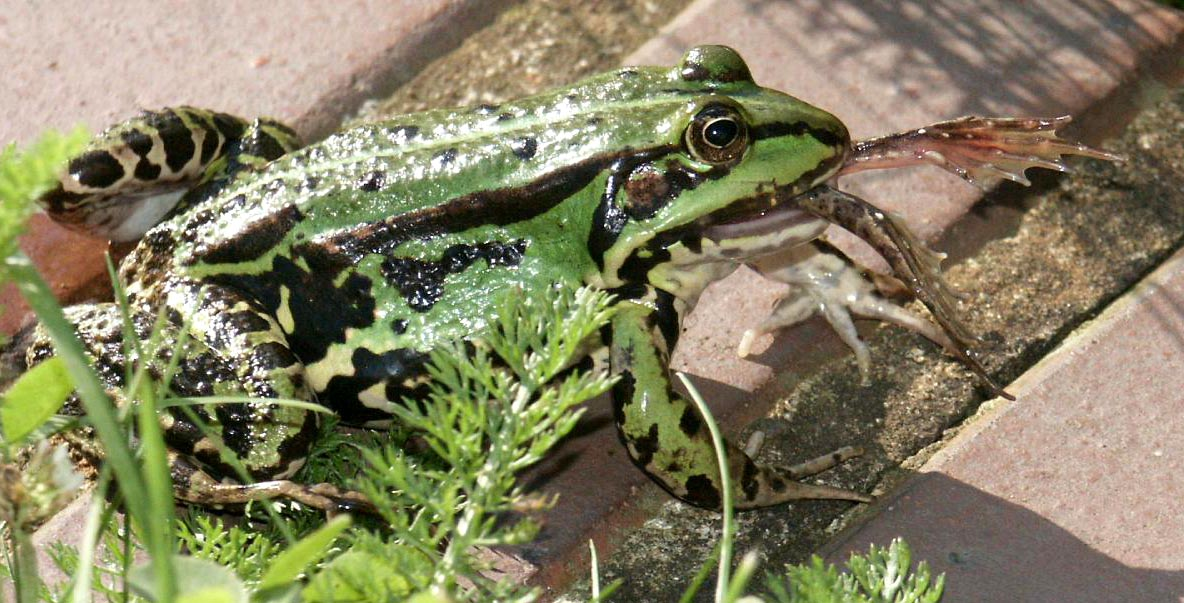
歐洲水蛙同類相食
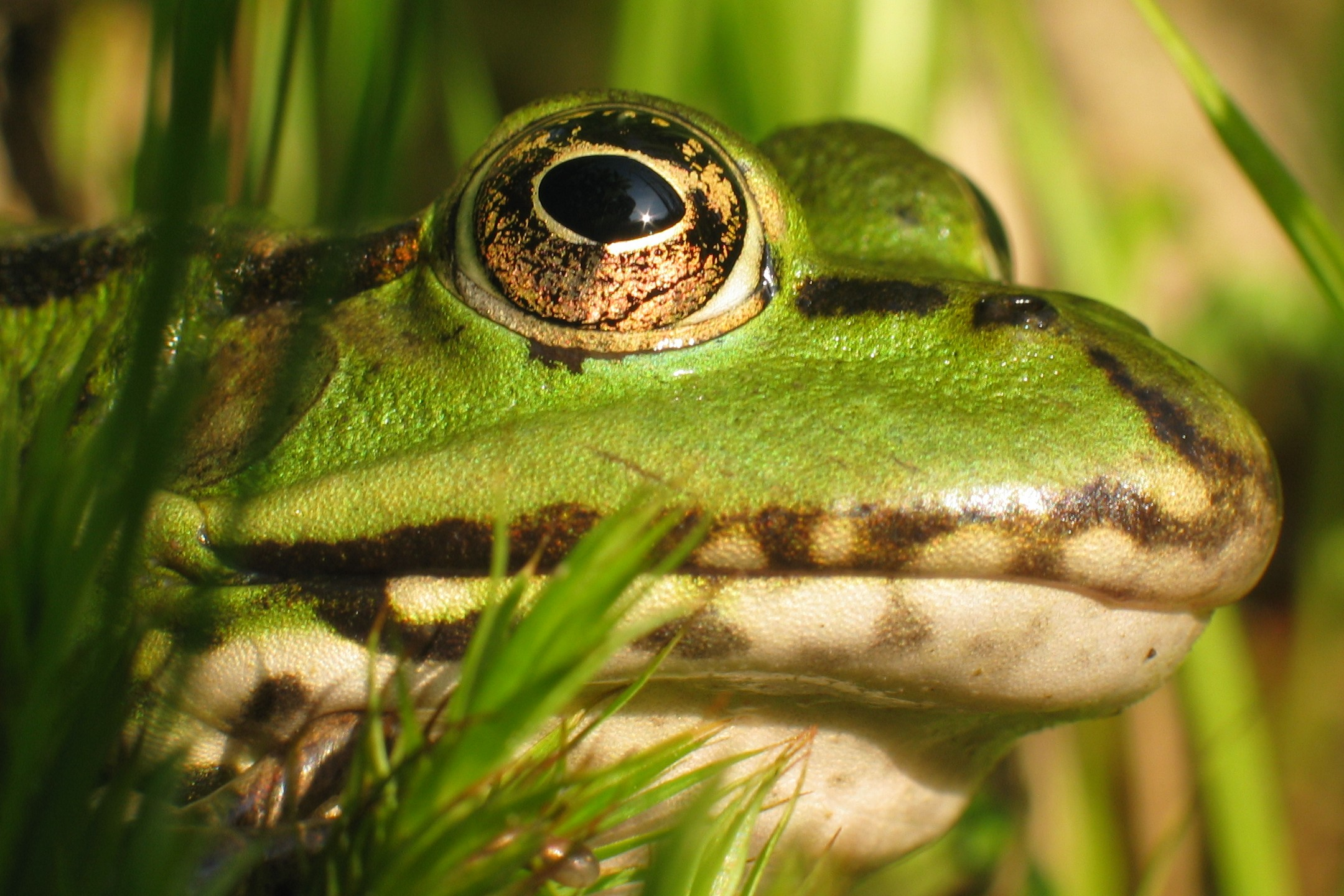
頭部特寫
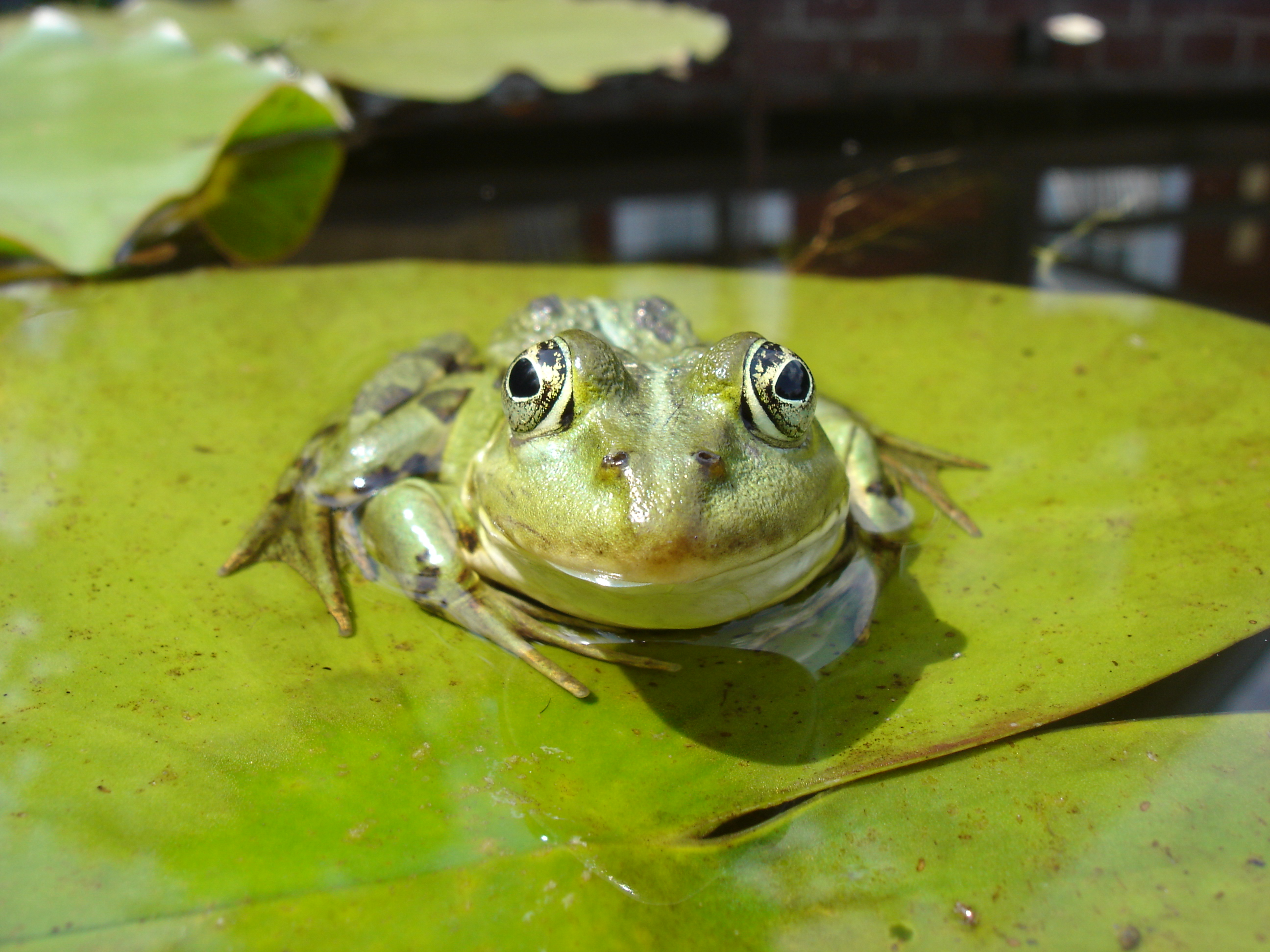
從另一個角度的頭部特寫
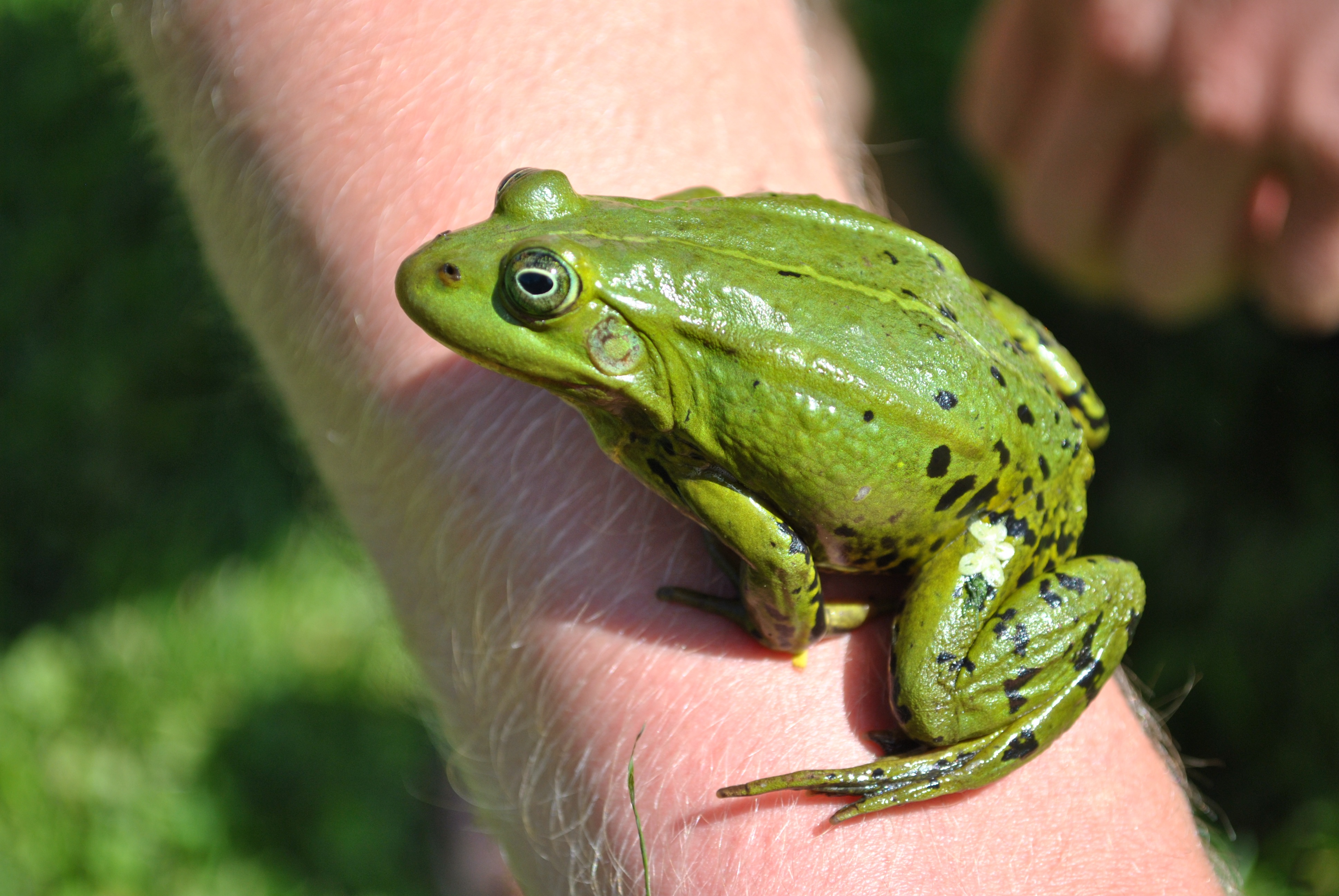
在人類手臂上的歐洲水蛙
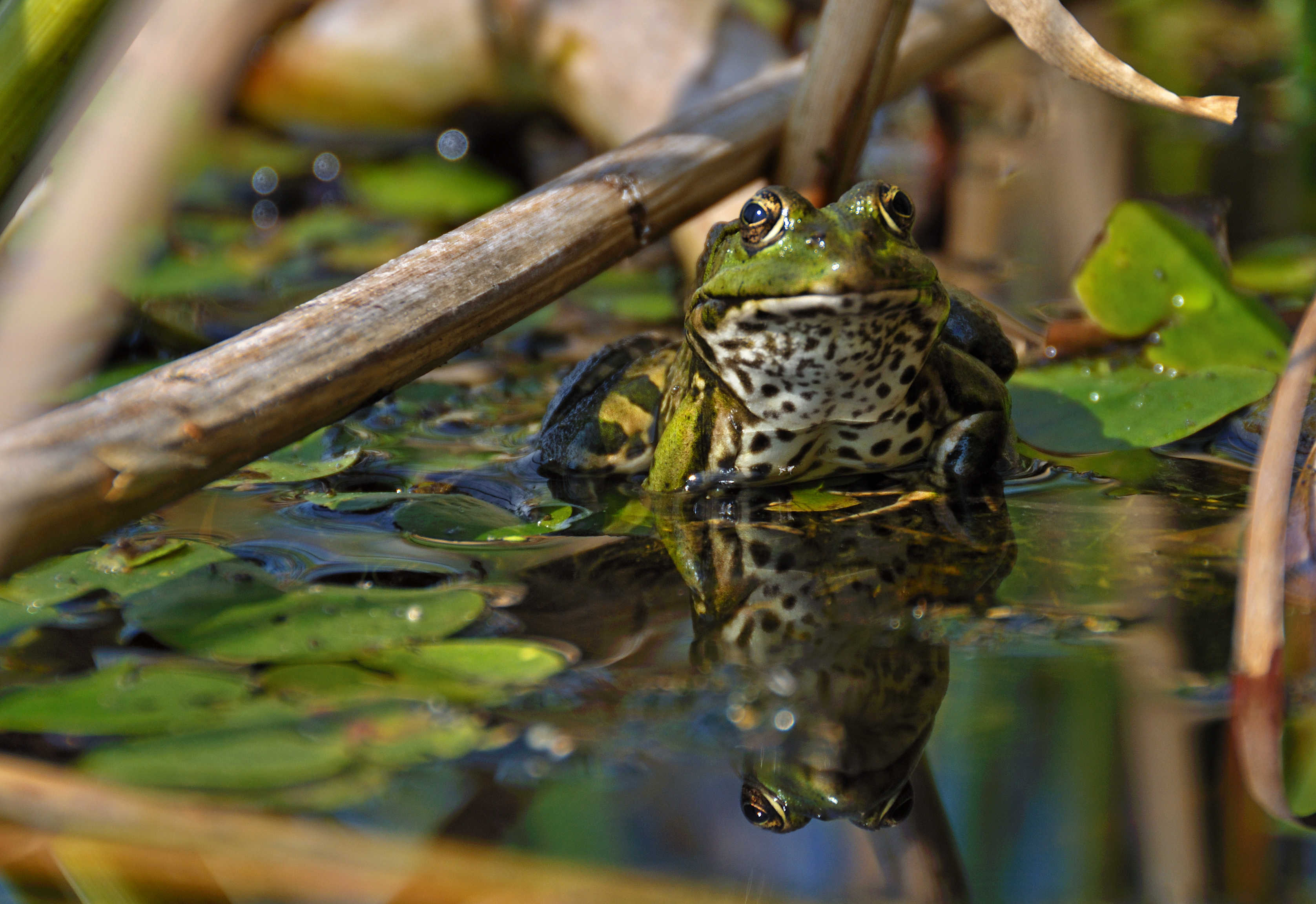
在池塘棲地的歐洲水蛙
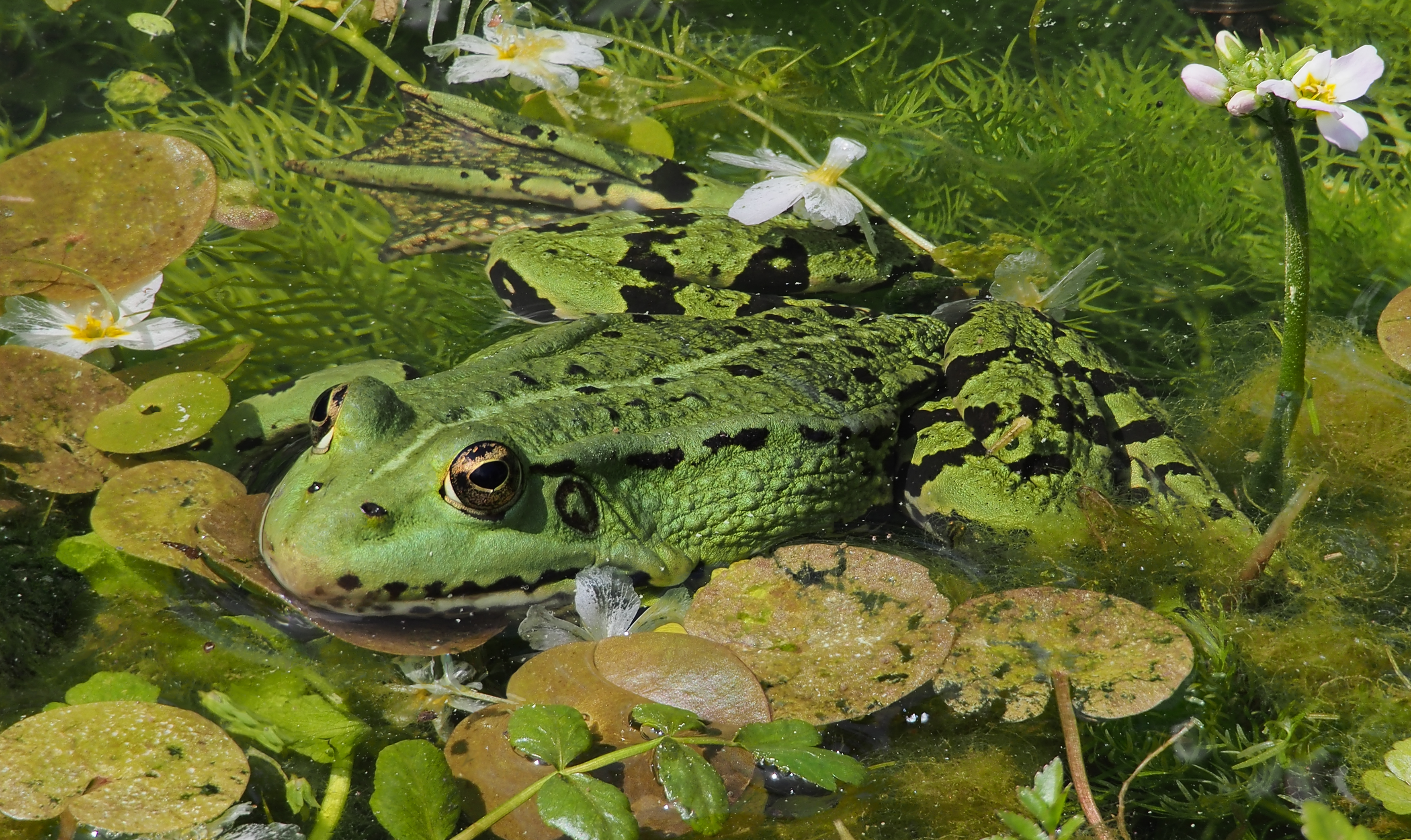
在沼澤的歐洲水蛙

## 外部連結
- ArchéoZooThèque：歐洲水蛙的骨骼繪圖[永久] 有提供向量檔、圖片黨、pdf格式。
- 在 HerpFrance.com 的物種號 （页面存档备份，存于）
- YouTube上的影片：池蛙和雜種青蛙 （页面存档备份，存于）。歐洲水蛙和池蛙混雜交配；池蛙是草綠色且體態較小。